# ویلهلم مار
ویلهلم مار (آلمانی: Friedrich Wilhelm Adolph Marr; ۱۶ نوامبر ۱۸۱۹ – ۱۷ ژوئیهٔ ۱۹۰۴) یک خبرنگار سیاسی اهل آلمان بود. او در محدودهٔ کشورهای آلمانی زبان به عنوان اولین آنارشیست یا نژادپرست شناخته می‌شود. او در ۱۸۷۹ اولین اتحادیهٔ سیاسی ضدیهودی امپراتوری آلمان را تأسیس کرد و اصطلاح آنتی زمیتیسموس Antisemitismus را برای اولین بار او به کار برد. این اصطلاح به معنای تنفر از یهودیان است. وی عضو حزب چپ و رادیکال دموکرات بود. مار در ۱۸۵۴ با گئورگینه یوهانا برتا کالنباخ ازدواج کرد که از دین یهودی روی برگردانده بود. در ۱۸۷۳ طلاق گرفت، در ۱۸۷۴ با هلنه سوفیا اما ماریا بهرند که یهودی بود ازدواج کرد که در همان سال درگذشت. در سال ۱۸۷۵ با نویسنده‌ای با والدینی یهودی-مسیحی به نام جنی ترزه کرنیک ازدواج کرد که از همان ابتدا ازدواجی ناموفق بود و یک سال بعد منجر به طلاق شد و دست آخر در ۱۸۷۹ با کلارا ماریا کلش ازدواج کرد که خانواده‌ای کارگر اهل هامبورگ داشت.
معروفترین اثر او کتاب «پیروزی یهودیان در برابر آلمانی ها» می‌باشد که در سال ۱۸۷۹ نوشته شد.